# تومپو
تومپو (به لاتین: Tompo) یک رود در روسیه است که در یاقوتستان واقع شده‌است.